# Liste der Biografien/Lax
Liste der Biografien |
Portal Biografien |
Personensuche
# |
A |
B |
C |
D |
E |
F |
G |
H |
I |
J |
K |
L |
M |
N |
O |
P |
Q |
R |
S |
T |
U |
V |
W |
X |
Y |
Z |
?
 
La |
Lb |
Lc |
Le |
Lg |
Lh |
Li |
Lj |
Ll |
Lm |
Lo |
Lp |
Lt |
Lu |
Lv |
Lw |
Lx |
Ly |
Lz
 
Laa |
Lab |
Lac |
Lad |
Lae–Lah |
Lai |
Laj |
Lak |
Lal |
Lam |
Lan |
Lao |
Lap |
Laq |
Lar |
Las |
Lat |
Lau |
Lav |
Law |
Lax |
Lay |
Laz
Die Liste der Biografien führt alle Personen auf, die in der deutschsprachigen Wikipedia einen Artikel haben. Dieses ist eine Teilliste mit 32 Einträgen von Personen, deren Namen mit den Buchstaben „Lax“ beginnt.

## Lax
- Lax, Albert (1910–1997), deutscher Pädagoge und Regionalpolitiker
- Lax, Anneli Cahn (1922–1999), US-amerikanische Mathematikerin
- Lax, August (1841–1914), deutscher Verleger
- Lax, August (1878–1972), deutscher Verleger
- Lax, August (1905–1976), deutscher Verleger
- Lax, Benjamin (1915–2015), austroamerikanischer experimenteller Festkörperphysiker
- Lax, Ellen (* 1885), deutsche Industriephysikerin
- Lax, Gaspar (1487–1560), spanischer Mathematiker
- Lax, Henrik (* 1946), finnischer Politiker, Mitglied des Reichstags, MdEP
- Lax, John (1911–2001), US-amerikanischer Eishockeyspieler
- Lax, Josef (1824–1895), österreichischer Politiker
- Lax, Josef (1851–1909), österreichischer Bildhauer des Historismus
- Lax, Konrad (1914–2007), deutscher Verwaltungsjurist
- Lax, Melvin (1922–2002), US-amerikanischer theoretischer Physiker
- Lax, Peter (1830–1893), österreichischer Politiker
- Lax, Peter (1926–2025), US-amerikanischer Mathematiker ungarischer HerkunftPeter Lax (1926–2025)

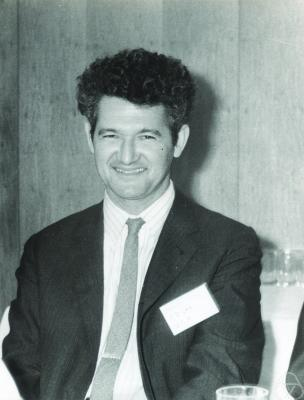
Peter Lax (1926–2025)

- Lax, Robert (1915–2000), US-amerikanischer Autor, Lyriker und Publizist
- Lax, Sigurd (* 1961), österreichischer Mediziner und Hochschullehrer
- Lax, Wilhelm (1874–1955), deutscher Manager der Chemischen Industrie

### Laxa
- Laxague, Esteban María (* 1957), argentinischer Geistlicher, römisch-katholischer Bischof von Viedma
- Laxague, Pedro (* 1952), argentinischer Geistlicher, römisch-katholischer Bischof von Zárate-Campana
- Laxalt, Adam (* 1978), amerikanischer Jurist und Politiker
- Laxalt, Diego (* 1993), uruguayischer Fußballspieler
- Laxalt, Paul (1922–2018), US-amerikanischer Politiker

### Laxd
- Laxdal, Derek (* 1966), kanadischer Eishockeyspieler
- Laxdehnen, Otto Heinrich von (1717–1802), preußischer Generalmajor, Chef des Füsilierregiments Nr. 51, Amtshauptmann von Zinna und Rügenwalde

### Laxe
- Laxe, Óliver (* 1982), französischer Drehbuchautor, Filmregisseur und SchauspielerÓliver Laxe (* 1982)

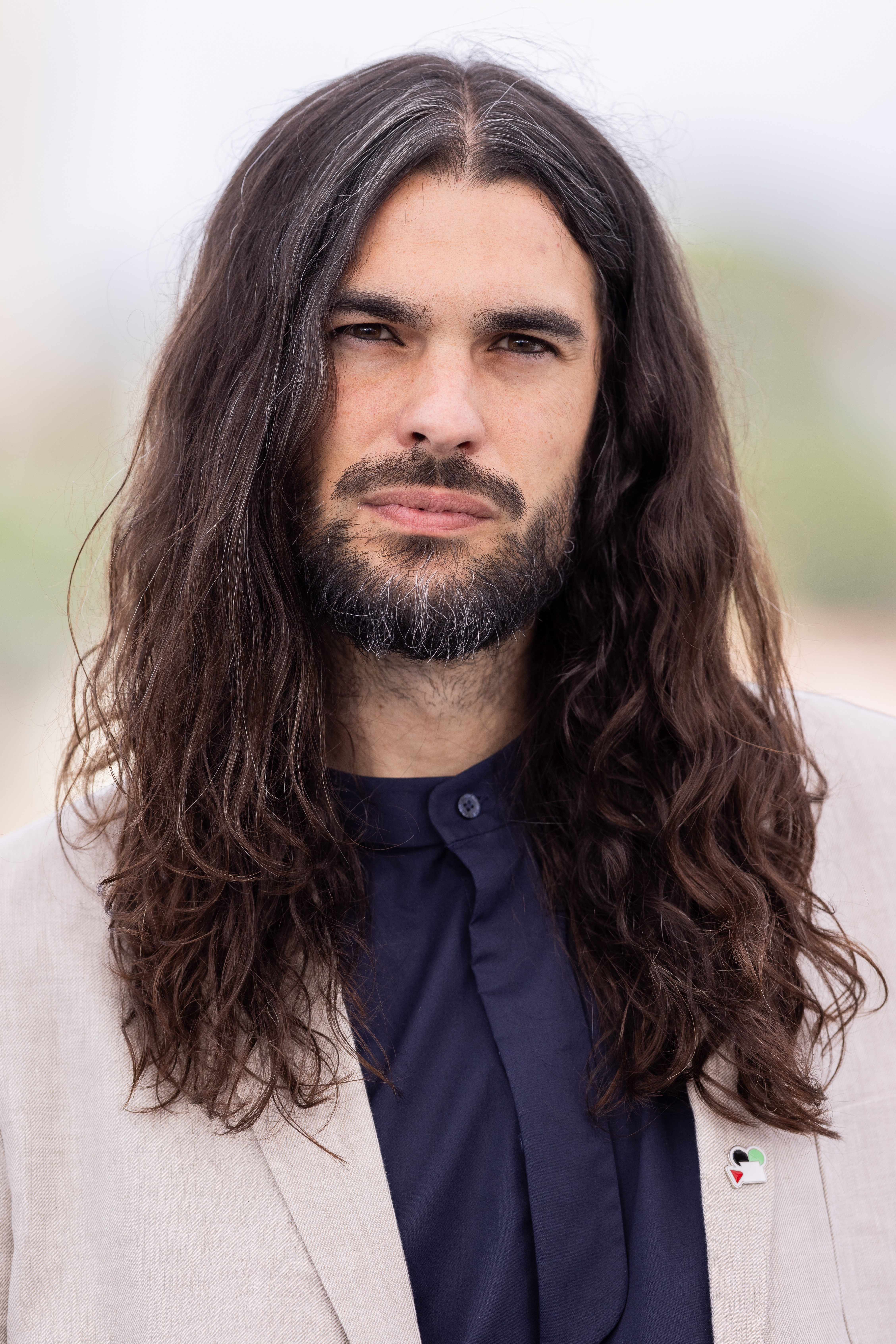
Óliver Laxe (* 1982)

### Laxm
- Laxman, Adam (* 1766), russischer Offizier
- Laxman, Shankar (1933–2006), indischer Hockeyspieler
- Laxmand, Hans († 1443), dänischer Erzbischof
- Laxmann, Erich G. (1737–1796), russischer Pastor, Professor der Ökonomie, Naturwissenschaftler und Forschungsreisender (finnlandschwedischer Herkunft)

### Laxt
- Laxton, James, US-amerikanischer Kameramann